# Souljaboytellem.com
Souljaboytellem.com — дебютный студийный альбом рэп-исполнителя Soulja Boy, выпущенный 2 октября 2007 года на лейбле Interscope Records. С альбома выпущено четыре сингла, первый из которых — «Crank That (Soulja Boy)» — возглавил американский хит-парад Billboard Hot 100. Альбом получил негативные отзывы у критиков.

## Список композиций
| №                   | Название                       | Автор(ы)                                                                                              | Продюсер                 | Длительность |
| ------------------- | ------------------------------ | --- | ------------------------ | ------------ |
| 1.                  | «Intro»                        | Soulja Boy                                                                                            | Soulja Boy               | 0:59         |
| 2.                  | «Crank That (Soulja Boy)»      | Soulja Boy                                                                                            | Soulja Boy               | 3:41         |
| 3.                  | «Sidekick»                     | Soulja Boy, Jonathan Wright, Jonathan Dumas                                                           | Swole, John Boy          | 3:59         |
| 4.                  | «Snap & Roll»                  | Soulja Boy                                                                                            | Soulja Boy               | 3:45         |
| 5.                  | «Bapes» (feat. Arab)           | Soulja Boy, Abrahim "Arab" Mustafa                                                                    | Soulja Boy               | 3:54         |
| 6.                  | «Let Me Get Em»                | Soulja Boy                                                                                            | Soulja Boy               | 3:22         |
| 7.                  | «Donk»                         | Soulja Boy                                                                                            | Soulja Boy               | 3:13         |
| 8.                  | «Yahhh!» (feat. Arab)          | Soulja Boy, Mustafa                                                                                   | Soulja Boy               | 3:10         |
| 9.                  | «Pass It To Arab» (feat. Arab) | Soulja Boy, Mustafa                                                                                   | Arab                     | 3:58         |
| 10.                 | «Soulja Girl» (feat. i15)      | Soulja Boy, Carlos Thorton, Mr. Collipark                                                             | Los Vegaz, Mr. Collipark | 3:07         |
| 11.                 | «Booty Meat»                   | Soulja Boy                                                                                            | Soulja Boy               | 3:36         |
| 12.                 | «Report Card» (feat. Arab)     | Soulja Boy, Mustafa, Jamal Jones, Maurice Richards, Robert Crawford, Gregory Williams, Robert Debarge | Soulja Boy               | 3:42         |
| 13.                 | «She Thirsty»                  | Soulja Boy                                                                                            | Soulja Boy               | 3:39         |
| 14.                 | «Don’t Get Mad»                | Soulja Boy, Wright                                                                                    | John Boy                 | 4:20         |
| Общая длительность: | Общая длительность:            | Общая длительность:                                                                                   | Общая длительность:      | 48:22        |

## Критика
| Оценки критиков      | Оценки критиков |
| Источник             | Оценка          |
| -------------------- | --------------- |
| AllMusic             | [ 2 ]           |
| Entertainment Weekly | (D)             |
| Exclaim!             | (negative)      |
| Okayplayer           | (40/100)        |
| PopMatters           | 3/10            |
| RapReviews           | (3/10)          |
| Robert Christgau     | (A-)            |
| Sputnikmusic         | [ 9 ]           |

Souljaboytellem.com получил, в основном, негативные отзывы музыкальных критиков. Наиболее высокие оценки альбом получил от Роберта Кристгау, поставившему ему рейтинг A-, и Дэвида Джеффриса, сотрудника AllMusic, оценившего альбом в 3,5 звезды из 5 возможных. Отрицательную оценку поставил Симона Возик-Левинсона из Entertainment Weekly, который назвал альбом «подростковой пустышкой, заполненной монотонно зацикленным голосом и мучительными тупыми битами». Крис Виллман из Fellow EW поставил альбом на первое место в своём списке худших альбомов 2007 года, заявив: «Если вы ищете круг ада ниже, чем тот, в котором находится „Crank That“, послушайте его альбом целиком». Стив Джуон из RapReviews поставил альбому 3 звезды из 10, найдя биты и мелодии «монотонными».

## Коммерческий успех
Souljaboytellem.com дебютировал на четвёртом месте в хит-параде Billboard 200 с 117 000 проданными копиями на первой неделе. С тех пор в США было продано 949 000 копий альбома согласно данным Нильсена Саундскана.

## Чарты
| Чарт (2007)                            | Высшая позиция |
| -------------------------------------- | -------------- |
| Новая Зеландия (RMNZ)                  | 9              |
| США (Billboard 200)                    | 4              |
| США (Billboard Top R&B/Hip-Hop Albums) | 4              |
| США (Billboard Top Rap Albums)         | 1              |

| Чарт (2007)               | Позиция |
| ------------------------- | ------- |
| US Billboard 200          | 172     |
| Чарт (2008)               | Позиция |
| US Billboard 200          | 63      |
| US Top R&B/Hip-Hop Albums | 32      |
| US Top Rap Albums         | 13      |